# Islands (singolo Mike Oldfield)
Islands è un singolo di Mike Oldfield pubblicato nel 1987 da Virgin Records in formato 7", 12" e CD single, estratto dall'album Islands.

## Il disco
(Islands (1987))
Il singolo è stato scritto da Mike Oldfield, cantato da Bonnie Tyler, prodotto da Oldfield e Simon Phillips.
Il testo parla di due persone innamorate che vengono definite come due "isole" non troppo lontane.

## Tracce
7"
1. Mike Oldfield – Islands (feat. Bonnie Tyler) – 4:18 (Mike Oldfield)
2. Mike Oldfield – The Wind Chimes (Part I) – 3:24 (mike Oldfield)

Durata totale: 7:42
12"
1. Mike Oldfield – Islands (feat. Bonnie Tyler) – 5:36 (Mike Oldfield)
2. Mike Oldfield – When the Nights on Fire (feat. Anita Hegerland) – 6:42 (Mike Oldfield)
3. Mike Oldfield – The Wind Chimes (Part I) – 2:30 (Mike Oldfield)

Durata totale: 14:48

## Classifiche
| Classifica  | Posizione massima | Nr. di settimane |
| ----------- | ----------------- | ---------------- |
| Germania    | 41                | 15               |
| Regno Unito | 100               |                  |
| Svizzera    | 22                | 4                |